# Salif Keïta
Salif Keïta (Malí, 12 de agosto de 1949) es un cantante y compositor de pop conocido como «La Voz de Oro africana». Es descendiente directo del rey Sundiata Keita (1190-1255), quien fue fundador del Imperio de Malí. Es albino porque alguna mutación en los genes no le permite a su cuerpo generar la melanina necesaria para dar color a su piel, cabello y ojos.

## Biografía
Salif Keïta nació en una aldea llamada Djoliba (pronunciado [yolíba]), en el centro-suroeste del Sudán francés (colonia del Imperio francés entre 1879 y 1960), a 40 km al sudoeste de Bamako (capital de Malí), en el seno de una familia de descendientes del rey Sundiata Keïta, por lo que eran considerados nobles. Keita fue marginado por su familia y apartado de su sociedad por ser albino, signo de mala suerte en la cultura mandinga.
En 1984 Keita se trasladó a París para alcanzar una mayor audiencia. Su música combina ritmos tradicionales de África Occidental e influencias de Europa y América, a la vez que mantiene un estilo general de música islámica. A nivel instrumental también se ve reflejada esta combinación, con la inclusión de balafonos, yembés, koras, órganos, saxofones y sintetizadores.
Tener la piel blanca, sin el pigmento de protección, fue una condición que le incapacitó para trabajar en el campo, o en la pesca, tareas muy comunes en su tierra natal donde su mismo padre era agricultor. Por esta misma razón muchos albinos son marginados por su cultura e incluso por la propia familia. Entienden que tener un hijo albino es un signo de mala suerte y no comprenden cómo siendo el padre y la madre negros, su hijo nace con la piel blanca.
El propio Salif Keita recuerda que él también fue un marginado cuando era joven. Pese a todo, asistió a la escuela primaria y fue un alumno aventajado. Después empezó los estudios de Magisterio pero los tuvo que abandonar debido a otra de las consecuencias del albinismo: su reducida capacidad visual. Fue entonces cuando decidió dar los primeros pasos en la música que era, también, su gran vocación.
Pero ser griot (personaje cuya misión es cantar y contar la historia a través de la música) era una profesión reservada a otra casta, que no era la suya, pues él era un noble, al ser descendencia directa del emperador Sundiata Keita. Su padre no aprobó que se iniciara en la música y las desavenencias culminaron con el abandono del domicilio familiar, su marcha a Bamako y el inicio de una dura lucha por sobrevivir al mismo tiempo que daba los primeros pasos en la carrera musical.
Por otro lado, el hecho de ser el primer negro albino que se convertía en músico y cantante, le ocasionó otro sinfín de contratiempos en su juventud e incluso más tarde.
Fruto del primer amor de juventud nació Sokhona, su hija mayor, negra no albina, que él llamaba Mama. Sus suegros se interpusieron y le rechazaron por ser albino y un músico incipiente con pocos recursos económicos. Le prohibieron todo contacto con su hija. Años más tarde, cuando Sokhona creció, inducida por su amor filial, buscó, encontró y reanudó la relación familiar con su padre. Salif Keita compuso y dedicó la canción «Mama» para Sokhona, en el día de la boda de esta.
Con Madina, su segunda pareja y primera esposa, tuvo a su hija Nantenin Keïta. También es albina y es una conocida atleta. Como tiene reducida su capacidad visual participa en paralímpicos. Es doble medalla de bronce en los Juegos Paralímpicos de Pekín 2008 y de Londres 2012. Salif y Madina tienen otros dos hijos en común: Sriman (hombre) y Assa (mujer) ambos negros, pero no albinos. De su segunda esposa, Maffi, tiene una hija, Nassira, que es negra no albina.
Ha triunfado en Europa como uno de los grandes cantantes africanos, aunque su obra haya sido criticada por su "tendencia al caos" y la improvisación musical.[cita requerida] En la vida de Salif Keita, su carrera musical y sus actividades, están muy relacionadas con el albinismo y con su labor de concienciación social acerca de las dificultades y necesidades que tienen los albinos. Actualmente vive en Bamako, la capital de la República de Malí. Su casa está construida en Djataland, una pequeña isla de 6 hectáreas, de su propiedad, en el río Níger.
En agosto de 2023, el coronel Assimi Goïta nombró a Salif Keïta asesor del jefe de la junta..

## Fundación Salif Keïta
Fundada en el año 2005 por el músico y cantante Salif Keita, esta organización, sin ánimo de lucro, con sede en Estados Unidos (6900 Wisconsin Avenue Unit 30306 Bethesda MD 20824 USA) tiene como presidenta a la periodista y activista Koumba Makalou Keita, que es la actual esposa de Salif Keita. El 1 de julio de 2014, su fundación abrió un nuevo local en Malí (Koulou Bléni, face Asacoboul Bamako - MALI).
Los objetivos de la Salif Keita Global Foundation son sensibilizar sobre la difícil situación de los albinos, defender sus derechos, integrarlos socialmente y recaudar fondos para sus cuidados médicos y atención educativa. Del 31 de agosto al 21 de septiembre de 2014, Salif Keita realizó una gira por los Estados Unidos, con un total de 14 conciertos, para crear conciencia del albinismo y recaudar fondos para su fundación. En otras ocasiones, los beneficios de los lanzamientos de sus discos, o vídeos, también son destinados al mismo fin. Además cuenta con la colaboración de particulares que pueden aportar sus ayudas través de la página web de la fundación, en donde pueden obtener también amplia información sobre sus actividades.
El 13 de agosto de 2014, el cantante de la Voz de Oro africana, en una entrevista al periódico El País (Madrid), manifestaba que «le encantaría que se encontrase una solución para evitar los casos de albinismo, porque aquí es difícil escapar del cáncer de piel, pero mientras tanto, establecer un Día Mundial del Albinismo, también ayudaría bastante a mejorar las cosas».
En la canción «La difference», Salif Keita, ensalza la belleza de «lo blanco entre lo negro» e invita al amor en una clara intención de comprensión y aceptación de algunas culturas hacia los albinos. Dice algo así como; «Yo soy un negro, mi piel es blanca. Yo soy un blanco, mi sangre es negra. Es la diferencia la que es bonita. Yo quisiera que nos entendiéramos en el amor y nos comprendiéramos en el amor y en la paz. La vida será bella. La vida será bella».
La canción «Folon» la interpreta en solitario, tocando la guitarra con gran maestría. Es una hermosa composición que enlaza el pasado con el presente. En el vídeo oficial aparecen varias escenas que describen muy bien el paisaje de África y el pasado de Salif Keita a orillas del Níger, junto a los campos llenos de pájaros llevándose el cereal.
En malinké, un dialecto hablado en Malí,  «folon» significa ‘el pasado’. «Folon» es la novena y última canción de un álbum que también lleva el mismo nombre y que fue lanzado el 14 de noviembre de 1995. Esta canción la dedicó a los niños albinos para los que creó su fundación.

## Discografía
- Soro (Mango, 1987).
- Ko-Yan (Mango, 1989).
- Amen (Mango, 1991).
- Destiny of a Noble Outcast (PolyGram, 1991).
- Folon (Mango, 1995).
- Rail Band (Melodie, 1996).
- Seydou Bathili (Sonodisc, 1997).
- Papa (Blue Note, 1999).
- Mama (Capitol, 2000).
- Sosie (Mellemfolkeligt, 2001).
- Moffou (Universal Jazz France, 2002).
- The Best of the Early Years (Wrasse, 2002).
- Remixes from Moffou (Universal Jazz France, 2004).
- M'Bemba (Universal Jazz France, 2005).
- La différence (Emarcy, 2009).
- Talé (Emarcy, 2012), con Philippe Cohen-Solal, 2012
- Un autre blanc, 2018